# والتر فرنانديز (لاعب كرة قدم)
والتر فرنانديز هو لاعب كرة قدم سويسري في مركز الدفاع، ولد في 20 أغسطس 1965 في لوزان في سويسرا. لعب مع نادي لوزان ونادي نوشاتل زاماكس.

## وصلات خارجية
- والتر فرنانديز على موقع قاعدة بيانات كرة القدم.إي يو (الإنجليزية)
- والتر فرنانديز على موقع ناشيونال فوتبول تيمز (الإنجليزية)